# Bonolo Kavula
Bonolo Kavula, née en 1992, est une artiste sud-africaine connue notamment pour ses gravures sur textile.

## Biographie
Bonolo Kavula est étudiante à la Michaelis School of Fine Art à l'Université du Cap. Elle constate que la majeure partie de l'histoire de l'art qu'elle a exploré dans son pays est chargée de discours sur les politiques d'identité raciale et culturelle.
Dès la fin de ses études, elle s'éloigne de ces thématiques, et se montre déterminée à jouer et à expérimenter avec les formes. Elle développe alors un langage visuel qui lui est singulier, et s'inspire des traditions de la peinture et de la gravure.

## Carrière artistique
Bonolo Kavula utilise différents médias dont la peinture, la gravure, le dessin, la sculpture et l’installation en relief. Son art vise à créer un langage visuel personnel à base de forme géométrique inspiré de l'art des années 1960. Elle s'approprie également le chiffon traditionnel dans sa pratique artistique,. Ses œuvres textiles minutieuses, abstraites et suspendues se composent de matériaux simples tels la toile, le fil ou le tissu shweshwe.
Bonolo Kavula est bénéficiaire du Norval Sovereign African Art Prize en 2022.

## Engagements
Bonolo Kavula est membre et l'une des fondatrices du collectif iQhiya composé d'un réseau de femmes artistes noires basées en Afrique du Sud.

## Récompenses
- 2022 : Norval Sovereign African Art Prize

## Expositions

### Expositions solo
- sewedi sewedi, SMAC Gallery, Le Cap, Afrique du Sud, 6 mars au 17 avril 2021[4]
- Soft Landing, SMAC Gallery, Le Cap, Afrique du Sud, 17 novembre 2022 au 28 janvier 2023[1]
- Lewatle, Norval Foundation, Le Cap, Afrique du Sud, 2023[3]

### Expositions collectives
- iQhiya, The AVA Gallery, Le Cap, 2016
- iQhiya, Documenta 14, 2017
- iQhiya, Transmission Gallery, Glasgow International, 2018